# Discographie de Lââm
 (octobre 2009).
Si vous disposez d'ouvrages ou d'articles de référence ou si vous connaissez des sites web de qualité traitant du thème abordé ici, merci de compléter l'article en donnant les références utiles à sa vérifiabilité et en les liant à la section « Notes et références ».
Il s'agit de la discographie de la chanteuse Lââm.

## Albums

### Albums studios
| Année | Album                 | Classement des ventes | Classement des ventes | Classement des ventes |
| Année | Album                 | France                | Belgique              | Suisse                |
| ----- | --------------------- | --------------------- | --------------------- | --------------------- |
| 1999  | Persévérance          | 7                     | 7                     | 72                    |
| 2001  | Une vie ne suffit pas | 31                    | 25                    | 32                    |
| 2004  | Lââm                  | 26                    | 42                    | 93                    |
| 2005  | Pour être libre       | 15                    | —                     | —                     |
| 2006  | Le Sang chaud         | 87                    | 80                    | —                     |
| 2011  | Au cœur des hommes    | 188                   | —                     | —                     |

### Compilation
| Année | Album                           | Classement des ventes | Classement des ventes | Classement des ventes |
| Année | Album                           | France                | Belgique              | Suisse                |
| ----- | ------------------------------- | --------------------- | --------------------- | --------------------- |
| 2009  | On a tous quelque chose de Lââm | 19                    | —                     | —                     |

### Live
| Année | Album              | Classement des ventes | Classement des ventes | Classement des ventes |
| Année | Album              | France                | Belgique              | Suisse                |
| ----- | ------------------ | --------------------- | --------------------- | --------------------- |
| 2003  | Face à face (live) | —                     | —                     | —                     |

## Singles
| Année | Single                                      | Classement des ventes | Classement des ventes | Classement des ventes | Album                           |
| Année | Single                                      | France                | Belgique              | Suisse                | Album                           |
| ----- | ------------------------------------------- | --------------------- | --------------------- | --------------------- | ------------------------------- |
| 1998  | Chanter pour ceux qui sont loin de chez eux | 2                     | 1                     | —                     | Persévérance                    |
| 1999  | Assez !                                     | 51                    | —                     | —                     | Persévérance                    |
| 1999  | Jamais loin de toi                          | 4                     | 1                     | 100                   | Persévérance                    |
| 1999  | Les enfants de l'an 2000                    | 3                     | 4                     | —                     | Persévérance                    |
| 2000  | Face à face (feat. Sen's)                   | 73                    | —                     | —                     | Persévérance                    |
| 2001  | Quelles différences (avec Bambi Cruz)       | 62                    | —                     | —                     | On avance                       |
| 2001  | Que l'amour nous garde                      | 20                    | 23                    | 37                    | Une vie ne suffit pas           |
| 2001  | De ton indifférence                         | 29                    | 39                    | —                     | Une vie ne suffit pas           |
| 2002  | Un monde à nous (avec Frank Sherbourne)     | 5                     | 5                     | —                     | Cindy                           |
| 2002  | Je l'aime en secret (avec Jay)              | 37                    | —                     | 97                    | Cindy                           |
| 2004  | On pardonne                                 |                       |                       |                       | Lââm                            |
| 2004  | Tu es d'un chemin                           |                       |                       |                       | Lââm                            |
| 2005  | Petite sœur                                 | 2                     | 1                     | 17                    | Pour être libre                 |
| 2006  | Pour être libre                             | 17                    | 30                    | 61                    | Pour être libre                 |
| 2006  | Le Sang chaud (feat. Princess Anies)        | 7                     | 28                    | 81                    | Le Sang chaud                   |
| 2006  | Rien ne dure                                | -                     | -                     | -                     | Le Sang chaud                   |
| 2007  | Relève toi                                  | —                     | -                     | —                     | Le Sang chaud                   |
| 2007  | Savoir qui je suis                          | —                     | 10                    | —                     | On a tous quelque chose de Lââm |
| 2008  | Ta voix (The Calling) (avec Jennifer Paige) | 37                    | —                     | —                     | On a tous quelque chose de Lââm |
| 2009  | Je chante encore                            | -                     | —                     | —                     | On a tous quelque chose de Lââm |
| 2012  | Révolution (avec Kastilla)                  | —                     | —                     | —                     | -                               |

## Collaborations
- 2000 : Album Solidays - chanson Qui sait ?, pour l'association Solidarité sida, avec Anggun, Patrick Bruel, Stephan Eicher, Faudel, Peter Gabriel, Lokua Kanza, Youssou N'Dour, Nourith, Axelle Red et Zucchero
- 2000 : Les Voix de l'espoir
- 2000 : Somebody Else's Guy (en) en duo avec Ophélie Winter
- 2000 : Noël ensemble, vendu au profit de la recherche contre le sida. Lââm reprend le titre de Johnny Hallyday Noël interdit.
- 2001 : Plus rien n'est pareil, chanson issue de la bande originale du film Gloups ! je suis un poisson
- 2004 : Le cœur des femmes
- 2009 : Pierro Battery feat Laam : L'amour restera (Gospel Act 4)
- 2008 : Jennifer Paige & Laam : Ta voix (The Calling) Lââm & Jennifer Paige Ta Voix (The Calling) vidéo officielle Youtube.com
- 2011 : trio Yannick - Piero Battery - Lââm : Oh happy day!
- 2014 : Collectif « Les Voix des femmes »
- 2016 : Joss Project feat Kijahman & Laam : Fo Wyner
- 2017 : Stan Apokaliptik feat Laam : Caribbean King

## Singles associatifs en tant que collectif
- 2000 : Noël ensemble - Noël ensemble
- 2000 : Solidays - Qui sais ?
- 2001 : Les Voix de l'espoir - Que serais-je demain ?
- 2004 : Album Le cœur des femmes
- 2005 : A.S.I.E. (Artistes Solidaires Ici pour Eux) - Et puis la Terre
- 2006 : Un Noël pour tous - Un Noël pour tous
- 2008 : Les Voix de l'enfant - Parle Hugo, parle
- 2014 : Unissons nos voix (collectif "Les Voix des Femmes")
- 2015 : No Woman, No Cry, collectif Les voix des femmes

## Certifications
- Albums
  - Persévérance : disque de platine / plus de 500 000 ex. vendus
  - Une vie ne suffit pas : disque d'or / plus de 150 000 ex. vendus
  - Lââm - Pour être libre : disque d'or / plus de 110 000 ex. vendus
- Singles
  - Chanter pour ceux qui sont loin de chez eux : disque de diamant / plus de 960 000 ex. vendus
  - Jamais loin de toi : disque de platine / plus de 520 000 ex. vendus
  - Les enfants de l'an 2000 : disque d'or / plus de 300 000 ex. vendus
  - Petite Sœur : disque d'or / plus de 250 000 ex. vendus